# Los Tommyknockers
Los Tommyknockers es una novela de horror escrita en 1987 por Stephen King. La novela mantiene un estilo de horror mezclado con la ciencia ficción que establece King en varias de sus novelas. En este caso la influencia que ejerce un objeto misterioso, enterrado en medio del bosque, sobre los habitantes del pueblo Haven, Maine. 

## Sinopsis
Mientras caminaba por el bosque cerca de la pequeña ciudad de Haven, Maine, Roberta "Bobbi" Anderson, escritora, se topa con un objeto de metal que resulta ser un extremo de una nave extraterrestre enterrada hace mucho tiempo. Una vez expuesta, la nave libera un gas invisible que se asienta en la atmósfera del pueblo y transforma gradualmente a las personas en seres mental y físicamente similares a los extraterrestres de la nave. La transformación les proporciona notables poderes mentales y una forma de inteligencia que los hace creativos, pero no les proporciona ninguna comprensión filosófica o ética de sus inventos. La nave también evita que los afectados por ella salgan de la ciudad, provoca violencia psicótica en algunas personas y hace desaparecer a un niño, David Brown, cuando su hermano mayor lo teletransporta al planeta al que la gente del pueblo se refiere como Altair 4.
James Eric Gardener, apodado "Gard", poeta y amigo de Bobbi, es relativamente inmune a los efectos de la nave debido a una placa de acero en su cabeza, secuela de un accidente de esquí en su adolescencia. Gard también es alcohólico y propenso a borracheras que le provocan arrebatos violentos y prolongadas lagunas mentales.
Bobbi está casi totalmente abrumada por la euforia de la transformación, pero Gard nota cómo la salud y cordura de la mujer se degradan progresivamente. Gard siente que tiene poco por qué vivir aparte de su amistad con Bobbi, y decide quedarse con ella para tratar de detener su declive siendo testigo de la transformación de la gente del pueblo. Con el tiempo descubre actos crueles llevados a cabo por los infectados, como la tortura y manipulación del perro de Bobbi, o personas que son asesinadas cuando la gente del pueblo cree que se entrometen. También se hace evidente que ya no pueden sobrevivir en lugares donde no llegó el gas, lo que los hace comprender que solo podrán sobrevivir algunos días más hasta que el clima cambie o los vientos disipen el aire del pueblo.
En el transcurso de varios días, Gard, Bobbi y otros continúan desenterrando la nave y explorando su interior. Al regresar a casa de Bobbi, Gard planea matarla ya que comprende que no es humana, pero amenazándolo con una pistola, Bobbi obliga a Gard a ingerir una dosis letal de Valium. Mientras hablan, Gard protege su mente, saca su propia arma y dispara a Bobbi quien, antes de morir, grita telepáticamente para alertar a la gente del pueblo, que se dirigen a su casa con la intención de matar a Gard por temor a que intente dañar la nave. Ev Hillman, abuelo de David y Hilly, ayuda a Gard a escapar al bosque a cambio de rescatar a David de Altair 4.
Gard entra en la nave, moribundo tras su lucha con la gente del pueblo, y con sus últimas fuerzas activa la nave y la dirige telepáticamente al espacio, sacrificando su vida. Esto resulta en la muerte eventual de casi todos los habitantes del pueblo que han cambiado, pero evita que las posibles consecuencias desastrosas de la influencia de la nave se extiendan al mundo exterior. Poco después, agentes del FBI,  CIA y "The Shop" invaden Haven y se llevan a tantos habitantes como sea posible (matando a casi una cuarta parte de los supervivientes), junto con algunos de los dispositivos creados por las personas alteradas.
En las últimas páginas, David Brown es descubierto a salvo en una habitación del hospital de Hilly Brown.

## Origen e inspiración
En su autobiografía, Mientras escribo, King le atribuye cierta influencia al cuento El color que cayó del cielo de H. P. Lovecraft. También es evidente un paralelismo con la película de 1956 Invasion of the Body Snatchers y la novela de Clifford D. Simak The Big Front Yard publicada en 1959. En la época en que escribió el libro, King padecía graves problemas de abuso de alcohol y drogas, de los que logró sobreponerse. Desde entonces, el escritor abandonó el consumo de toda sustancia de ese tipo, incluyendo tabaco y alcohol. Dice el propio Stephen King en su libro "Mientras Escribo":

«Tommyknockers es un relato de ciencia ficción a lo años cuarenta donde la protagonista, que es escritora, descubre una nave alienígena enterrada en el suelo. La tripulación sigue dentro, pero no muerta, sino en hibernación. Se trata de unos extraterrestres que se te meten en la cabeza y hacen trastadas. El resultado es energía y una inteligencia de índole superficial (la escritora, Bobbi Anderson, inventa entre otras cosas una máquina de escribir telepática y un calentador de agua atómico), pero se paga con el alma. Fue la mejor metáfora de las drogas y el alcohol que se le ocurrió a mi cerebro, cansado y sometido a un estrés brutal.»

El escritor y crítico Kim Newman ha citado otra influencia, diciendo que el libro «es más o menos parecido a Quatermass and the Pit» una serie de la BBC estrenada en 1950. Esto fue mencionado también por el diario The Times cuando se publicó la novela.
El libro consta de tres partes más un epílogo: Primera parte (La nave en la Tierra), segunda parte (Historias de Haven) y tercera parte (Los Tommyknockers).
Esta obra de Stephen King toma como referencia de su título un poema infantil tradicional que habla de los Tommyknockers. El poema infantil dice:
Anoche muy tarde y la noche de ayer
los Tommyknockers, los Tommyknockers
llamaron a mi puerta
Debo escapar y no sé si podré
porque los Tommyknockers
me aterran y dan miedo.

## Adaptaciones
- Una miniserie de TV basada en la novela fue estrenada por el canal ABC en 1993. Fue protagonizada por Jimmy Smits como Jim Gardner y Marg Helgenberger como Bobbi Anderson.

## Relación con otras obras de King
- Cuando Tommy Jacklin, es enviado a Derry por suministros y comienza a enfermar por estar lejos de Haven, tiene una alucinación de Pennywise, quien había sido destruido tres años antes, asomando por una alcantarilla. También Ev Hillman, mientras se encuentra en Derry, dice escuchar risas provenientes del drenaje.

- En la novela El cazador de sueños el Señor Gris y su especie son descritos como entidades asexuadas, desnudas, de cuerpos altos y delgados, sin dedos en sus pies; que tras morir liberan una sustancia que infecta a los humanos de las cercanías otorgándoles habilidades psíquicas y tiene como efecto secundario la pérdida de piezas dentales al igual que con los Tommyknockers.

- Cuando Jim Gardner viaja a New Hampshire tiene un encuentro con Jack Sawyer, protagonista de la novela de Stephen King y Peter Straub El talismán.

- Ev Hillman en cierto momento alaba las novelas de Bobbi, asegurando escribía «bonitas novelas del Oeste, a la antigua, de esas a las cuales uno les puede hincar el diente, no de éstas de ahora, llenas de monstruos de fantasía y malas palabras, como las novelas de ese tipo que vivía en Bangor», como referencia al propio Stephen King.

- David Bright, un reportero de un diario de Bangor que aparece en la novela había entrevistado previamente a Johnny Smith en La Zona Muerta.

- Ev Hillman razona que puede existir una relación entre la nave de los Tommyknockers y la maldición del Cementerio Indio detallados en la novela Cementerio de animales.

- En la película The Mist, David Drayton, mientras entran a la tienda, menciona a su hijo una granja en la que se rumorea hay enterrada una nave con extraterrestres.

- La organización gubernamental secreta conocida como "La Tienda", enviados a investigar las secuelas del incidente en Haven, ha aparecido también en Ojos de fuego y The Stand, también se insinúa que se trata de los responsables de la crisis relatada en La niebla y que son el equipo de supresión alienígena dirigido por Abraham Kurtz y Owen Underhill en El cazador de sueños.

- Ev Hillman en su estadía en Derry, en un bar oye a un camarero hablar de John Smith (que fue maestro), protagonista de La zona muerta. Escucha que el camarero habla del accidente y del coma de John Smith, y que después despertó con poderes metafísicos; aunque en realidad era un clarividente (que estaba loco, aunque John Smith no lo estaba) y que intentó matar a Greg Stilson (principal antagonista de la novela).